# Kosheen
 (juin 2019).
Si vous disposez d'ouvrages ou d'articles de référence ou si vous connaissez des sites web de qualité traitant du thème abordé ici, merci de compléter l'article en donnant les références utiles à sa vérifiabilité et en les liant à la section « Notes et références ».
Kosheen est un groupe de rock alternatif britannique, originaire de Bristol, en Angleterre. Formé en 1999 , il est composé de Sian Evans, Markee Ledge et Darren Decoder. Le groupe compte aujourd'hui à son actif cinq albums studio : Resist en 2001, Kokopelli en 2003, Damage en 2007, Independence en 2012 et Solitude en 2013.

## Biographie
Leur premier album studio, Resist, sort en septembre 2001 sur Moksha Recordings/Sony BMG et entre à la huitième place du classement britannique des ventes d'albums. Accompagné des singles (Slip and Slide) Suicide, Hide U, Catch, Hungry et Harder, le disque est également fortement soutenu lors du Nokia Game 2002.
Avec plus de riffs de guitare, des paroles plus sombres et moins de batterie, Kokopelli, le deuxième album dont le nom reprend un personnage mythique  amérindien, sort en août 2003 sur les mêmes labels et prend la septième position du classement des ventes. Le single All in My Head fait aussi bien. Cependant, le disque se vend moins bien que son prédécesseur.
Le troisième album, Damage, sort en Europe sur les labels Moksha Recordings et Universal en mars 2007. Son édition britannique, qui comprend deux chansons supplémentaires paraît en septembre 2007 uniquement sur Moksha. Le single Overkill est publié respectivement en mars et en août 2007 en Europe et au Royaume-Uni.
Le quatrième album, intitulé Independence, sort en septembre 2012. Un an plus tard, Solitude, le cinquième opus, est publié.

## Discographie

### Album studio
- 2001 : Resist

1. Demonstrate (0:26)
2. Hide U (4:12)
3. Catch (3:21)
4. Cover (3:48)
5. Harder (4:17)
6. (Slip & Slide) Suicide (3:34)
7. Empty Skies (4:11)
8. I Want it All (5:05)
9. Resist (4:45)
10. Hungry (5:25)
11. Face in A Crowd (3:42)
12. Pride (4:01)
13. Cruelty (4:05)
14. Let Go (4:19)
15. Gone (3:37)
16. Hide U [John Creamer & Stephane K Remix Radio Edit] (3:37)
17. Hide U [Music Video] (3:37)

- 2003 : Kokopelli

1. Wasting My Time (5:08)
2. All In My Head (4:06)
3. Crawling (3:53)
4. Avalanche (6:16)
5. Blue Eyed Boy (4:50)
6. Suzy May (5:31)
7. Swamp (3:37)
8. Wish (5:10)
9. Coming Home (5:29)
10. Ages (5:48)
11. Recovery (5:39)
12. Little Boy (3:35)

- 2007 : Damage

1. Damage (6:30)
2. Overkill (3:38)
3. Like A Book (3:35)
4. Same Ground Again (4:40)
5. Guilty (3:30)
6. Chances (3:35)
7. Out Of This World (4:51)
8. Wish You Were Here (4:57)
9. Thief (4:36)
10. Under Fire (3:58)
11. Not Enough Love (5:17)
12. Cruel Heart (4:14)
13. Marching Orders (5:01)
14. Your Life (4:03)

- 2012 : Independence

1. Addict (4:43)
2. Get a New One (5:14)
3. Tightly (3:53)
4. Bella Donna (3:22)
5. Dependency (6:51)
6. Manic (3:11)
7. Zone 8 (3:14)
8. Mannequin (6:28)
9. Something New [Visionz Mix] (4:04)
10. Out There (4:18)
11. Enter (5:37)
12. You Don't Own Me [Dungeon Mix] (4:45)
13. Waste (4:25)
14. Spies (3:39)

- 2013 : Solitude

1. Save Your Tears (5:43)
2. Divided (5:19)
3. Harder They Fall (4:25)
4. 745 (5:30)
5. And Another (4:31)
6. Observation (5:28)
7. Up in Flames (2:48)
8. Poison (4:17)
9. I (4:44)
10. Here & Now (2:09)
11. Solitude (5:36)

### EP
- 2008 : Berlin Live EP